# Georges Lochak
Pour les articles homonymes, voir Lochak.
Georges Lochak, né le 12 février 1930 à Antony (Hauts-de-Seine) et mort le 4 février 2021 à Paris, est un physicien français, connu pour ses travaux sur les monopôles magnétiques,.

## Biographie
Georges Lochak est un physicien français né en 1930, d’une famille russe férue de sciences exilée en France pour cause de révolution puis de guerre civile. Il étudie la physique théorique et les mathématiques à la Sorbonne et à l'Institut Henri-Poincaré de 1950 à 1954. 
En 1954, il commence sa carrière de chercheur au CNRS. Il a travaillé successivement à l'Institut Henri-Poincaré, à l'Institut de physique nucléaire de Doubna, en Russie, et au Laboratoire de physique nucléaire d'Orsay.
Ancien directeur de recherche au CNRS et proche collaborateur de Louis de Broglie,, il est président de la Fondation Louis-de-Broglie,, puis président d'honneur, jusqu'à sa mort le 4 février 2021.
Son fils Pierre Lochak, né en 1957, est mathématicien.

## Travaux de recherche
- Monopôle magnétique
- Mécanique quantique relativiste
- Problèmes de chiralité et de symétrie en mécanique quantique
- Théorie des accélérateurs de particules
- Interactions entre la matière et les champs électromagnétiques intenses
- Invariants adiabatiques en mécanique quantique en présence de champs électromagnétiques externes
- Statistique quantique
- Théorie de la mesure en mécanique quantique

## Publications
Pour la liste complète des publications, voir la Bibliographie.

### Ouvrages
- Problèmes sur le groupe des rotations et la toupie quantique, thèse de doctorat, Cahiers de physique, 1959.
- Quanta, grains et champs, Paris, Hachette, 1969.
- Douze clefs pour la physique, Paris, Editions Augustin Fresnel, 1982.
- Les incertitudes de Heisenberg et l'interprétation probabiliste de la mécanique ondulatoire : avec des notes critiques de l'auteur, avec Louis de Broglie, Paris, Gauthier-Villars, 1982.
- La Pensée physique contemporaine : science et humanisme en notre temps, avec Simon Diner et Daniel Fargue, Paris, Gauthier-Villars, 1982.
- Dynamical systems, a renewal of mechanism: Centennial of George David Birkhoff, avec Simon Diner et Daniel Fargue, Singapore, World Scientific, 1986.
- Louis de Broglie, un itinéraire scientifique, Paris, La Découverte, 1987.
- L'objet quantique, avec Simon Diner et Daniel Fargue, Flammarion, 1989.
- Louis de Broglie, un prince de la science, Flammarion, 1992.
- La géométrisation de la physique, Flammarion, 1994.
- Diverses questions de mécanique et de thermodynamique classiques et relativistes. Édition établie d'après un manuscrit inédit de Louis de Broglie, édité et préfacé par Georges Lochak, Michel Karatchentzeff et Daniel Fargue, Fondation Louis de Broglie, Springer, 1995.
- Nonperturbative quantum field theory and the structure of matter, Kluwer, Dordrecht, 2000.
- Défense et illustration de la science : le savant, la science et l'ombre, Ellipses, 2002.
- Voyage au centre de la science au XXe siècle : sur les traces de Louis de Broglie, Hermann, 2008.

### Préfaces
- Physique : de l'esprit des lois, par Jean-François Geneste, avec Leonid Urutskoiev, Toulouse, Cépaduès-Édition, 2017.
- La dégradation de l'énergie, par Bernard Brunhes, Paris, Flammarion, 1991.
- La physique nouvelle et les quanta, par Louis de Broglie, nouvelle édition, Paris, Flammarion, 1986.
- Les incertitudes d'Heisenberg et l'interprétation probabiliste de la mécanique ondulatoire, par Louis de Broglie, Moskva, Mir, 1986.

### Traduction
- Les représentations linéaires du groupe de Lorentz, par Mark Aronovitch Naïmark, traduction par Georges Lochak, Paris, Dunod, 1959.

## Distinctions
- Docteur honoris causa de l'Université russe de l'Amitié des peuples (1998)

## Citation
- « Il faut redonner à ceux que passionne la science des questions la liberté de pensée et les faibles moyens dont ils ont besoin. Car c'est cette science là qui est le sel de la terre et qui sème les graines de l'avenir. » (Georges Lochak)

## Vidéos
- Albert Einstein, l'homme des atomes, par Georges Lochak, sur INA, 27 novembre 1979. [lire en ligne]
- Interview de Georges Lochak, 14 juin 2011. [lire en ligne]
- Georges Lochak à l'Institut Louis de Broglie, 1er octobre 2011. [lire en ligne]
- Hommage à Louis de Broglie, 9 mars 2012. [lire en ligne]
- Georges Lochak sur le monopôle leptonique, 22 juin 2016. [lire en ligne]